# Championnats du monde simple distance de patinage de vitesse 2025
Navigation
Calgary 2024 Pékin 2027
Les Championnats du monde simple distance de patinage de vitesse 2025 se déroulent à l'anneau de glace Vikingskipet d'Hamar du 13 au 16 mars 2025. L'événement est organisé par l'Union internationale de patinage (ISU).
Il y a seize épreuves au total : huit pour les hommes et huit pour les femmes. Les différentes distances sont le 500 mètres, le 1 000 mètres, le 1 500 mètres, 5 000 mètres (3 000 m pour les femmes) et 10 000 mètres (5 000 m pour les femmes). Les trois autres épreuves sont la poursuite par équipes, le sprint par équipes et un départ mass start.

## Programme
| Événements | Événements | Calendrier (mars) | Calendrier (mars) | Calendrier (mars) | Calendrier (mars) | Calendrier (mars) | Calendrier (mars) | Calendrier (mars) | Calendrier (mars) |
| Événements | Événements | jeu 13            | jeu 13            | ven 14            | ven 14            | sam 15            | sam 15            | dim 16            | dim 16            |
| ---------- | ---------- | ----------------- | ----------------- | ----------------- | ----------------- | ----------------- | ----------------- | ----------------- | ----------------- |
| Hommes     | Hommes     | 18:00 5000m       | 21:14 Sprint      | 19:25 Poursuite   | 20:46 500m        | 14:45 1000m       | 16:48 Mass Start  | 12:00 1500m       | 13:53 10000m      |
| Femmes     | Femmes     | 19:11 3000m       | 20:57 Sprint      | 19:00 Poursuite   | 20:07 500m        | 14:00 1000m       | 15:37 5000m       | 12:56 1500m       | 15:58 Mass Start  |

## Nations participantes
- Allemagne (14)
- Autriche (1)
- Belgique (9)
- Canada (14)
- Chine (17)
- Corée du Sud (10)
- Danemark (4)
- Estonie (1)
- États-Unis (11)
- France (6)
- Hongrie (1)
- Italie (12)
- Japon (16)
- Kazakhstan (5)
- Nouvelle-Zélande (2)
- Norvège (19)
- Ouzbékistan (1)
- Pays-Bas (24)
- Pologne (13)
- Slovaquie (4)
- Tchéquie (8)

## Palmarès

### Résultats
| Épreuves             | Or                                                                   | Or             | Argent                                                          | Argent         | Bronze                                                          | Bronze         |
| -------------------- | -------------------------------------------------------------------- | -------------- | --------------------------------------------------------------- | -------------- | --------------------------------------------------------------- | -------------- |
| Hommes               |                                                                      |                |                                                                 |                |                                                                 |                |
| 500 m                | Jenning de Boo                                                       | 34 s 24        | Jordan Stolz                                                    | 34 s 38        | Cooper McLeod                                                   | 34 s 52        |
| 1 000 m              | Joep Wennemars                                                       | 1 min 8 s 05   | Jenning de Boo                                                  | 1 min 8 s 21   | Jordan Stolz                                                    | 1 min 8 s 26   |
| 1 500 m              | Peder Kongshaug                                                      | 1 min 44 s 64  | Jordan Stolz                                                    | 1 min 44 s 71  | Connor Howe                                                     | 1 min 44 s 78  |
| 5 000 m              | Sander Eitrem                                                        | 6 min 10 s 05  | Beau Snellink                                                   | 6 min 11 s 71  | Vladimir Semirunniy                                             | 6 min 12 s 95  |
| 10 000 m             | Davide Ghiotto                                                       | 12 min 46 s 15 | Vladimir Semirunniy                                             | 12 min 49 s 93 | Metoděj Jílek                                                   | 12 min 51 s 53 |
| Sprint par équipe    | Chine- Xue Zhiwen - Lian Ziwen - Ning Zhongyan                       | 1 min 18 s 13  | Pays-Bas- Janno Botman - Jenning de Boo - Tim Prins             | 1 min 18 s 42  | États-Unis- Austin Kleba - Cooper McLeod - Zach Stoppelmoor     | 1 min 19 s 23  |
| Poursuite par équipe | États-Unis- Casey Dawson - Emery Lehman - Ethan Cepuran              | 3 min 39 s 24  | Italie- Davide Ghiotto - Michele Malfatti - Andrea Giovannini   | 3 min 41 s 17  | Pays-Bas- Chris Huizinga - Beau Snellink - Marcel Bosker        | 3 min 41 s 91  |
| Mass start           | Andrea Giovannini                                                    | 60 pts         | Lee Seung-hoon                                                  | 40 pts         | Bart Swings                                                     | 20 pts         |
| Femmes               |                                                                      |                |                                                                 |                |                                                                 |                |
| 500 m                | Femke Kok                                                            | 37 s 50        | Jutta Leerdam                                                   | 37 s 69        | Kim Min-sun                                                     | 37 s 73        |
| 1 000 m              | Miho Takagi                                                          | 1 min 14 s 75  | Femke Kok                                                       | 1 min 14 s 98  | Jutta Leerdam                                                   | 1 min 15 s 05  |
| 1 500 m              | Joy Beune                                                            | 1 min 55 s 28  | Antoinette Rijpma-de Jong                                       | 1 min 55 s 50  | Han Mei                                                         | 1 min 55 s 53  |
| 3 000 m              | Joy Beune                                                            | 4 min 0 s 39   | Martina Sáblíková                                               | 4 min 0 s 57   | Merel Conijn                                                    | 4 min 1 s 22   |
| 5 000 m              | Francesca Lollobrigida                                               | 6 min 56 s 38  | Ragne Wiklund                                                   | 6 min 56 s 56  | Merel Conijn                                                    | 6 min 58 s 49  |
| Sprint par équipe    | Pays-Bas- Jutta Leerdam - Suzanne Schulting - Angel Daleman          | 1 min 25 s 57  | Canada- Brooklyn McDougall - Béatrice Lamarche - Ivanie Blondin | 1 min 27 s 23  | Pologne- Andżelika Wójcik - Kaja Ziomek-Nogal - Karolina Bosiek | 1 min 27 s 80  |
| Poursuite par équipe | Pays-Bas- Joy Beune - Antoinette Rijpma-de Jong - Marijke Groenewoud | 2 min 56 s 09  | Japon- Miho Takagi - Ayano Sato - Momoka Horikawa               | 2 min 58 s 55  | Canada- Ivanie Blondin - Valérie Maltais - Isabelle Weidemann   | 3 min 0 s 74   |
| Mass start           | Marijke Groenewoud                                                   | 60 pts         | Ivanie Blondin                                                  | 40 pts         | Francesca Lollobrigida                                          | 20 pts         |

### Tableau des médailles
| Rang  | Nation       | Or | Argent | Bronze | Total |
| ----- | ------------ | -- | ------ | ------ | ----- |
| 1     | Pays-Bas     | 8  | 6      | 4      | 18    |
| 2     | Italie       | 3  | 1      | 1      | 5     |
| 3     | Norvège      | 2  | 1      | 0      | 3     |
| 4     | États-Unis   | 1  | 2      | 3      | 6     |
| 5     | Japon        | 1  | 1      | 0      | 2     |
| 6     | Chine        | 1  | 0      | 1      | 2     |
| 7     | Canada       | 0  | 2      | 2      | 4     |
| 8     | Pologne      | 0  | 1      | 2      | 3     |
| 9     | Corée du Sud | 0  | 1      | 1      | 2     |
| 9     | Tchéquie     | 0  | 1      | 1      | 2     |
| 11    | Belgique     | 0  | 0      | 1      | 1     |
| Total | Total        | 16 | 16     | 16     | 48    |

## lien externe
- Site officiel